# Parque Nacional do Descobrimento
O Parque Nacional do Descobrimento é um dos parques nacionais brasileiros e compõe junto com o Parque Nacional do Monte Pascoal e o do Pau Brasil um corredor ecológico das Reservas de Mata Atlântica da Costa do Descobrimento. Foi criado em 20 de abril de 1999, próximo das comemorações dos 500 anos do Brasil, como tentativa de preservar remanescentes de mata atlântica do sul da Bahia e ainda não tem infra-estrutura para ser aberto aos visitantes. É administrado pelo Instituto Chico Mendes de Conservação da Biodiversidade (ICMBio).
Com 21.213 hectares próximos ao rio Cahy em um clima úmido tropical e de floresta quente e úmida, preserva, principalmente, exemplares de pau-brasil, onça pintada (Panthera onca) e harpia (Harpia harpija), que são espécies ameaçadas de extinção. E também uma grande riqueza histórico-cultural que há na Costa do Descobrimento: local de chegada da frota de Pedro Álvares Cabral e vestígios dos ancestrais dos índios pataxós.
É uma unidade de proteção integral, no município de Prado, e com um forte potencial para o ecoturismo. Majoritariamente planos, o território do parque é composto por solos do tipo areno-argilosos, com textura arenosa, cobertos pela floresta atlântica.